# Exenterus similis
Exenterus similis är en stekelart som beskrevs av Gupta 1993. Exenterus similis ingår i släktet Exenterus och familjen brokparasitsteklar. Inga underarter finns listade i Catalogue of Life.